# Hamilton megye (Texas)
Hamilton megye az Amerikai Egyesült Államokban, azon belül Texas államban található. Megyeszékhelye és legnagyobb városa Hamilton. Lakosainak száma 8222 fő (2020. április 1.). Hamilton megye Bosque, Erath, Mills, Lampasas, Coryell és Comanche megyékkel határos.

## Népesség
A megye népességének változása:
| Lakosok száma | 8487 | 8416 | 8311 | 8310 | 8159 | 8222 |
|               | 2010 | 2011 | 2012 | 2013 | 2015 | 2020 |